# Westlijntheorie

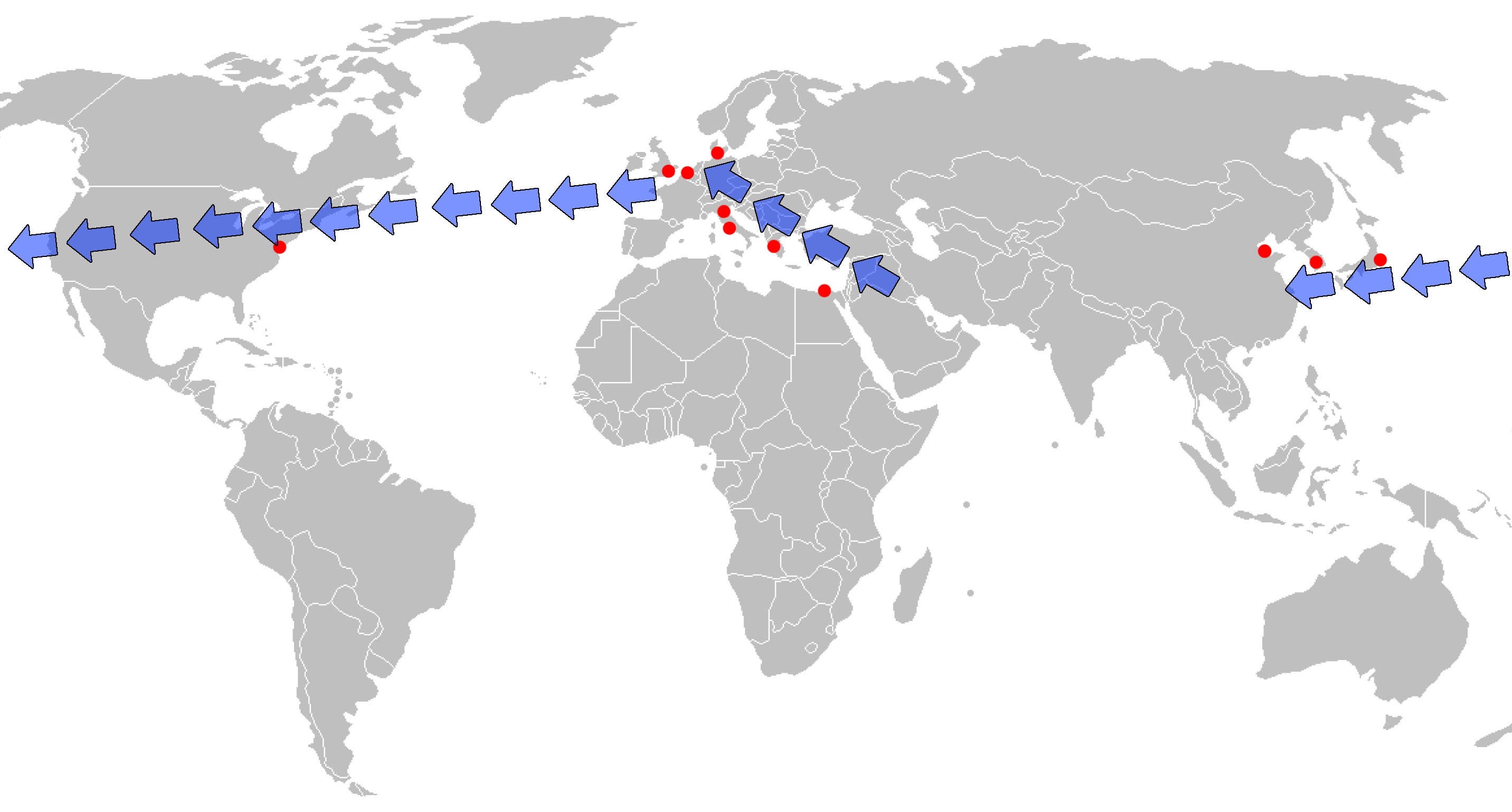
De rode stippen zijn de commerciële centra van de maritieme handel

De Westlijntheorie (Eng: Westline) is een fictieve lijn die de beweging beschrijft van het commerciële centrum van de maritieme handel gedurende de laatste 5000 jaar. Tijdens deze periode is het commerciële centrum meer en meer naar het westen verplaatst.
De vroegste bewijzen van handelsvaart zijn teruggevonden in Mesopotamië en dateren van 3000 v.C. Van hieruit is het centrum van de maritieme handel langzaam opgeschoven naar het westen. Van Tyrus in Libanon naar Rhodos, het Griekse eiland in 300 v.C. en later naar Rome, die de hele westelijke Middellandse Zee domineerde in 100 v.C. Veel later, rond 1000 n.C., werden Venetië en Genua de nieuwe middelpunten van de handelsvaart. Dit kwam vooral door het transport tussen de Middellandse Zee en nieuwe opkomende grootsteden zoals Keulen, Brugge, Antwerpen en Amsterdam. Tegen de 17de eeuw had het commerciële centrum van de maritieme handel zich verplaatst naar Amsterdam en in de 18de eeuw lag dit in Londen. 
Met de komst van stoomschepen heeft het commerciële centrum zich nog meer naar het westen verplaatst en is Noord-Amerika het nieuwe centrum van de maritieme handel geworden. Uiteindelijk heeft het commerciële centrum in de twintigste eeuw nog een grote sprong naar het westen gedaan toen Japan, Zuid-Korea, Indië en China zijn beginnen groeien.